# Rathaus (Seubelsdorf)

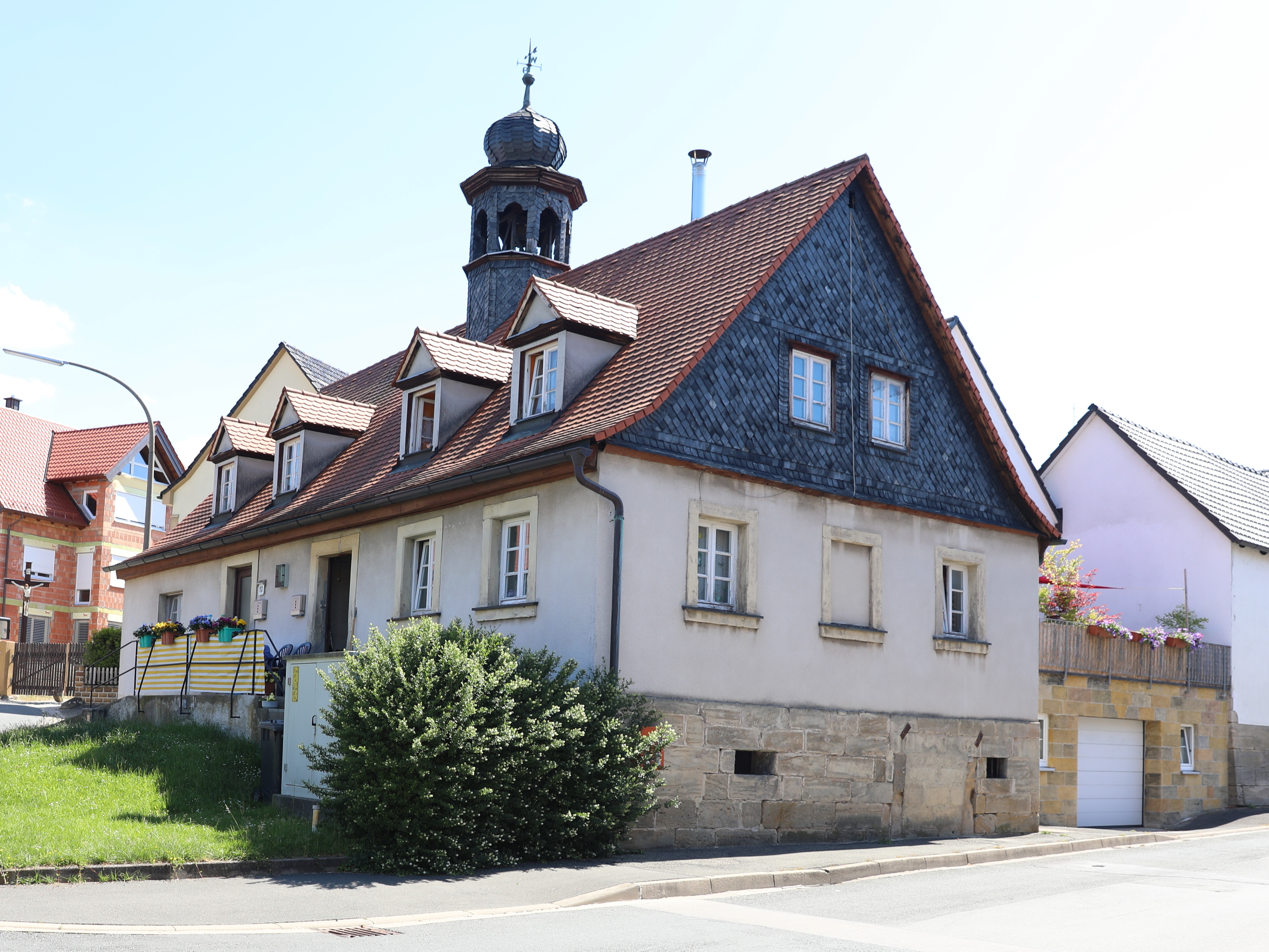
Ehemaliges Rathaus in Seubelsdorf

Das Rathaus in Seubelsdorf, einem Stadtteil von Lichtenfels im oberfränkischen Landkreis Lichtenfels in Bayern, wurde im 18. Jahrhundert errichtet. Das ehemalige Rathaus mit der Adresse Obere Dorfstraße 13 ist ein geschütztes Baudenkmal. 
Der eingeschossige Satteldachbau mit Gauben steht auf einem Natursteinsockel. Der sechseckige offene Dachreiter mit Glocke wird von einer Haube mit Wetterfahne bekrönt.